# Cosmophasis chopardi
Cosmophasis chopardi är en spindelart som beskrevs av Berland, Millot 1941. Cosmophasis chopardi ingår i släktet Cosmophasis och familjen hoppspindlar. Inga underarter finns listade i Catalogue of Life.